# Feya Tarn
Der Feya Tarn (englisch; bulgarisch езеро Фея esero Feja) ist ein ovaler, in nord-südlicher Ausrichtung 65 m langer, 60 m breiter und 0,28 Hektar großer Tarn auf der Livingston-Insel im Archipel der Südlichen Shetlandinseln. Auf der Byers-Halbinsel liegt er 3,15 km südsüdöstlich des Lair Point, 1,75 km südsüdwestlich des Sparadok Point und 500 m westsüdwestlich des Tsamblak Hill. 
Die bulgarische Kommission für Antarktische Geographische Namen benannte ihn 2020 nach dem bulgarischen Wort für Fee.